# یارومیر شیندل
یارومیر شیندل (چکی: Jaromír Šindel؛ زادهٔ ۳۰ نوامبر ۱۹۵۹) بازیکن هاکی روی یخ اهل چکسلواکی بود.